# Thỏa thuận Daruvar
Thỏa thuận Daruvar (tiếng Serbia-Croatia: Daruvarski sporazum) là một thỏa thuận giữa Croatia và Cộng hòa Serbia Krajina (RSK), đàm phán trong Khu vực bảo vệ của Liên Hợp Quốc (UNPA) ở Tây Slavonia vào ngày 18 tháng 2 năm 1993. Thỏa thuận đã tái thiết mạng lưới cung cấp điện nước, cho phép người tị nạn trở về nhà và mở các tuyến đường vận tải kéo dài qua Tây Slavonia, kết nối với các khu vực do Quân đội Croatia kiểm soát. Thoả thuận này cũng cung cấp một khuôn khổ để cải thiện hơn nữa điều kiện sống của người dân ở cả khu vực do Croatia và RSK kiểm soát.
Thỏa thuận Daruvar, được làm trung gian bởi người đứng đầu Các vấn đề dân sự của Liên Hợp Quốc ở Slavonia Gerard Fischer, đã được đàm phán trong bí mật. Khi các nhà chức trách RSK ở Knin biết về thỏa thuận này, những người ký thay mặt cho RSK đã bị sa thải hoặc bắt giữ. Chính quyền RSK coi đây là hành động phản quốc. Fischer và các quan chức Liên Hợp Quốc khác có liên quan đã bị Liên Hợp Quốc chỉ trích vì quá quyết đoán trong vấn đề này.

## Bối cảnh
Vào tháng 11, Croatia, Serbia và Quân đội Nhân dân Nam Tư (Jugoslovenska Narodna Armija – JNA) đã đồng ý về Kế hoạch Vance, tạm dừng giao tranh và bắt đầu lên bàn đàm phán. Bên cạnh việc ngừng bắn, lực lượng gìn giữ hòa bình của Liên Hợp Quốc ở Croatia – Lực lượng bảo vệ của Liên Hợp Quốc (UNPROFOR) cũng được triển khai để bảo vệ dân thường tại các khu vực được chỉ định là Khu bảo vệ của Liên Hợp Quốc (UNPA). Lệnh ngừng bắn chính thức có hiệu lực vào ngày 3 tháng 1 năm 1992. Ngay sau khi kế hoạch Vance được thực thi, Cộng đồng Kinh tế châu Âu đã công bố quyết định công nhận ngoại giao cho Croatia vào ngày 15 tháng 1 năm 1992, trong khi lãnh thổ kiểm soát bởi người Serb và JNA được gọi là Cộng hòa Serbia Krajina (RSK).
Mặc dù Hiệp định Geneva yêu cầu JNA rút lực lượng và trang thiết bị ra khỏi Croatia ngay lập tức, JNA đã kéo dài quá trình này từ bảy đến tám tháng. Khi lực lượng JNA cuối cùng được rút ra, JNA để lại vũ khí trang thiết bị cho RSK. Do các vấn đề về tổ chức và vi phạm lệnh ngừng bắn, UNPROFOR đã không bắt đầu triển khai cho đến ngày 8 tháng 3. UNPROFOR đã mất hai tháng để tập hợp đầy đủ tại các Khu bảo vệ của Liên Hợp Quốc. UNPROFOR được giao nhiệm vụ phi quân sự hóa các Khu bảo vệ của Liên Hợp Quốc, duy trì lệnh ngừng bắn, giám sát cảnh sát địa phương và tạo điều kiện cho những người tị nạn hồi hương, bao gồm hơn 300.000 người Croatia bị đuổi khỏi lãnh thổ do RSK kiểm soát, và 20.000 người Serbia bị Quân đội Croatia (Hrvatska vojska - HV) bắt giữ  trong Chiến dịch Swath-10, Papuk -91 và Hurricane-91 vào cuối năm 1991.
Một khu vực ở miền tây Slavonia có diện tích 95x45 km đã được chỉ định là UNPA Tây Slavonia. Không giống như các Khu bảo vệ của Liên Hợp Quốc khác, RSK chỉ kiểm soát khoảng một phần ba UNPA nằm ở phía nam — tập trung ở Okučani. Khu vực do RSK nắm giữ bao gồm một phần của đường cao tốc Zagreb-Belgrade. Lực lượng UNPROFOR được triển khai đến Tây Slavonia cho rằng rằng HV sẽ tấn công khu vực để kiểm soát đường cao tốc. Đáp lại, UNPROFOR đã triển khai lực lượng phủ đầu chống lại cuộc tấn công của HV.

## Kế hoạch hợp tác
Việc phân chia Tây Slavonia thành các khu vực do Croatia và RSK kiểm soát đã chia cắt thị trường nông sản địa phương. Hầu hết nông dân không thể tiếp cận được các nhà máy chế biến thực phẩm. Hơn nữa, khu vực do RSK kiểm soát bị thiếu hụt nghiêm trọng về nhiên liệu và điện, trong khi khu vực Pakrac do Croatia kiểm soát đã bị khỏi cắt hệ thống cấp nước từ khu vực do RSK quản lý. Tình hình này đã khiến người đứng đầu Các vấn đề dân sự của Liên Hợp Quốc tại Tây Slavonia, Gerard Fischer và Carlos Maria Zabala, sĩ quan chỉ huy UNPROFOR ở Tây Slavonia, đề xuất chính quyền địa phương hai bên trong khu vực tăng cường hợp tác. Theo đó, ngũ cốc trồng ở khu vực do RSK kiểm soát được xay xát trong các nhà máy ở khu vực do Croatia kiểm soát. RSK sẽ cung cấp nước cho khu vực Pakrac đổi lấy điện cung cấp từ Croatia. Chính quyền địa phương cũng đã chấp thuận cho phép những người tị nạn trở về một cách hạn chế. 2.500 người tị nạn sẽ được phép xây dựng lại nhà cửa, được tài trợ bởi chính phủ Áo.

### Thỏa thuận chính thức

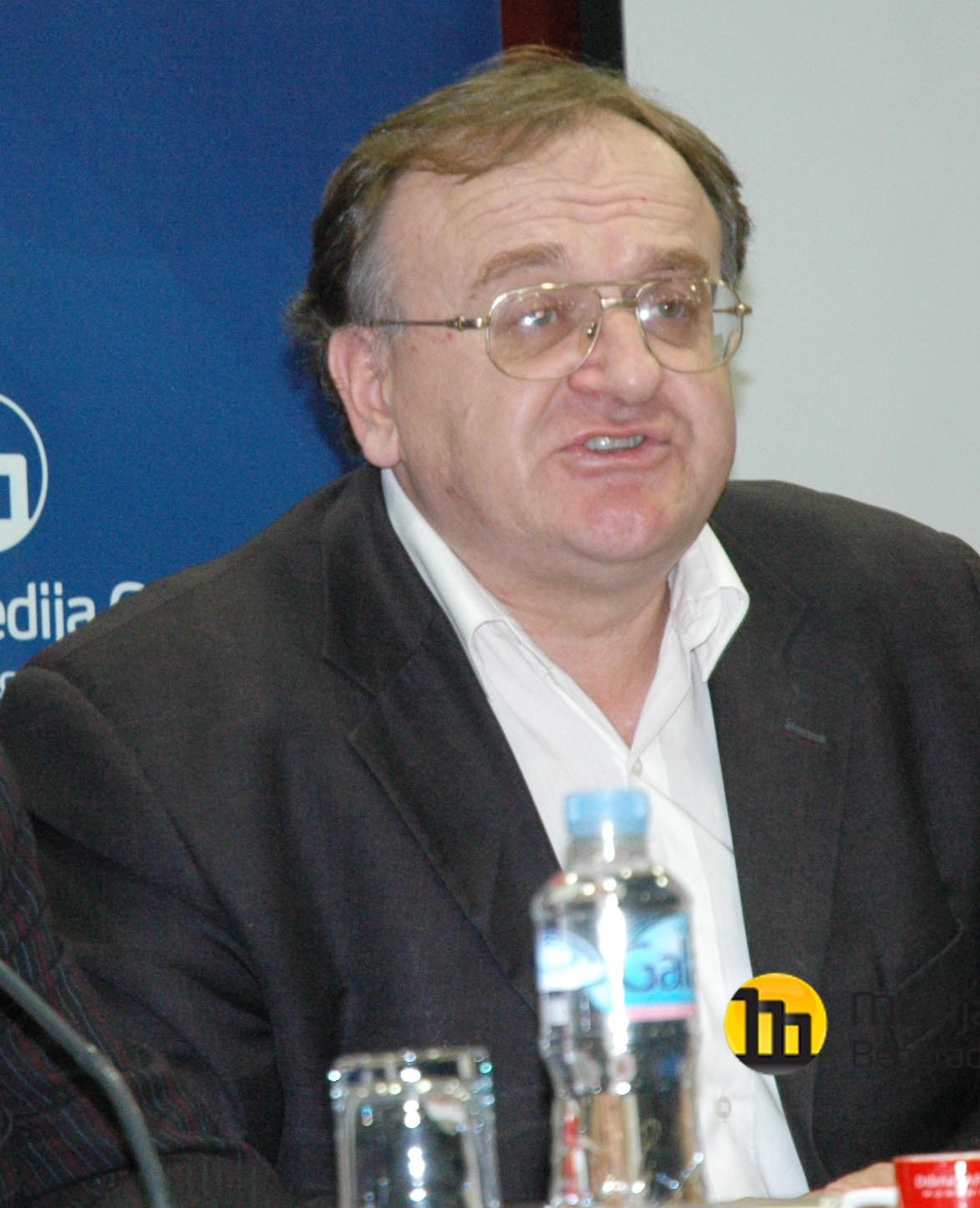
Veljko Džakula, một trong những người ký Thỏa thuận Daruvar

Fischer đã cố gắng giành sự ủng hộ cho các chương trình hợp tác và mở rộng phạm vi của chúng ở Tây Slavonia. Fischer cũng đảm bảo với RSK rằng điều này sẽ ngăn chặn các cuộc giao tranh tái diễn trong khu vực. Kết quả những nỗ lực của Fischer là Thỏa thuận Daruvar, ký kết tại Daruvar vào ngày 18 tháng 2. Theo đó hai bên đồng ý tái thiết mạng lưới cung cấp điện nước, mở lại đoạn đường cao tốc Zagreb – Belgrade và đường sắt Novska – Nova Gradiška, sửa chữa các đường dây viễn thông, thành lập một ủy ban chung có nhiệm vụ ổn định cuộc sống người dân, cho phép tất cả những người tị nạn trở về nhà, đảm bảo quyền tiếp cận tài sản của người dân dọc theo ranh giới ngừng bắn, và tổ chức các cuộc họp với chính quyền địa phương thảo luận hợp tác.
Thay mặt chính quyền RSK, thỏa thuận đã được ký bởi Veljko Džakula, Dušan Ećimović, Milan Vlaisavljević, Mladen Kulić, Đorđe Lovrić và Milan Radaković. Vào thời điểm đó, Džakula giữ chức vụ phó thủ tướng, trong khi Ećimović là một bộ trưởng trong chính phủ RSK. Những người ký thay mặt chính quyền Croatia là Zlatko Kos, Zdravko Sokić, Ivan Volf, Vladimir Delač và Želimir Malnar. Fischer đã ký thỏa thuận với tư cách là nhân chứng. Sau này, tại phiên tòa xét xử Milan Martićheo, Džakula làm chứng rằng Ivan Milas có mặt tại buổi ký kết thỏa thuận với tư cách là đại diện của Chính phủ Croatia, cùng với Joško Morić, Thứ trưởng Bộ trưởng Nội vụ Croatia. Theo Džakula, mặc dù các cuộc đàm phán trước đó được giữ bí mật, không có nỗ lực nào được thực hiện để che giấu việc ký kết thỏa thuận.

## Hậu quả
Ngày 26 tháng 2 – tám ngày sau khi thỏa thuận được ký kết – các nhà chức trách trung ương RSK ở Knin mới hay biết về nó thông qua một báo cáo của Quân đoàn 18 của Quân đội Cộng hòa Serb Krajina. Sự phản đối chính đối với thỏa thuận đến từ Milan Martić, Bộ trưởng Nội vụ RSK. Lãnh đạo Đảng Dân chủ Serb cầm quyền cáo buộc Džakula giao lãnh thổ RSK cho Croatia. Ban lãnh đạo RSK coi Thỏa thuận Daruvar tương đương với việc thừa nhận tính không khả thi về kinh tế của RSK và một hành động phản quốc. Chính quyền Tây Slavonia do RSK kiểm soát đã lên án thỏa thuận vì nó chỉ được ban hành bằng tiếng Croatia và không ghi nhận sự tồn tại của RSK hay các đơn vị hành chính của RSK.
Džakula và Ećimović đã nhanh chóng bị sa thải. Những người khác ký thỏa thuận cũng bị bãi nhiệm chức vụ. Vào ngày 21 tháng 9, Džakula và Ećimović bị bắt, và bị đưa đến nhà tù Knin. Hai người sau đó được đưa đến Glina trong khi nhà chức trách tiến hành các cuộc điều tra. Vào ngày 3 tháng 12, sau khi được thả ra tù, họ lại nhận được lệnh bắt giữ vài ngày sau đó. Để trốn tránh sự truy bắt, họ  đã trốn khỏi RSK đến Serbia. Vào ngày 4 tháng 2 năm 1994, Džakula bị các đặc vụ RSK bắt cóc tại Belgrade và đưa trở lại RSK.
Phản ứng của RSK đã chấm dứt nỗ lực của Fischer. Liên Hợp Quốc sau đó đã chỉ trích Fischer, Zabala và Platzer, cho rằng 3 người đã quá quyết đoán trong vấn đề này. Fischer rời Croatia, và Jordan Shabshough thay thế Zabala vào tháng 3. Đường cao tốc Zagreb-Belgrade được mở lại vào tháng 12 năm 1994 thông qua một thỏa thuận riêng giữa chính phủ RSK và Croatia. Tuy nhiên, sau một loạt xung đột vũ trang vào cuối tháng 4 năm 1995, Croatia đã tiến hành can thiệp quân sự và chiếm được một phần của Khu vực Tây Slavonia do RSK kiểm soát vào đầu tháng 5.